# Youngstown State University

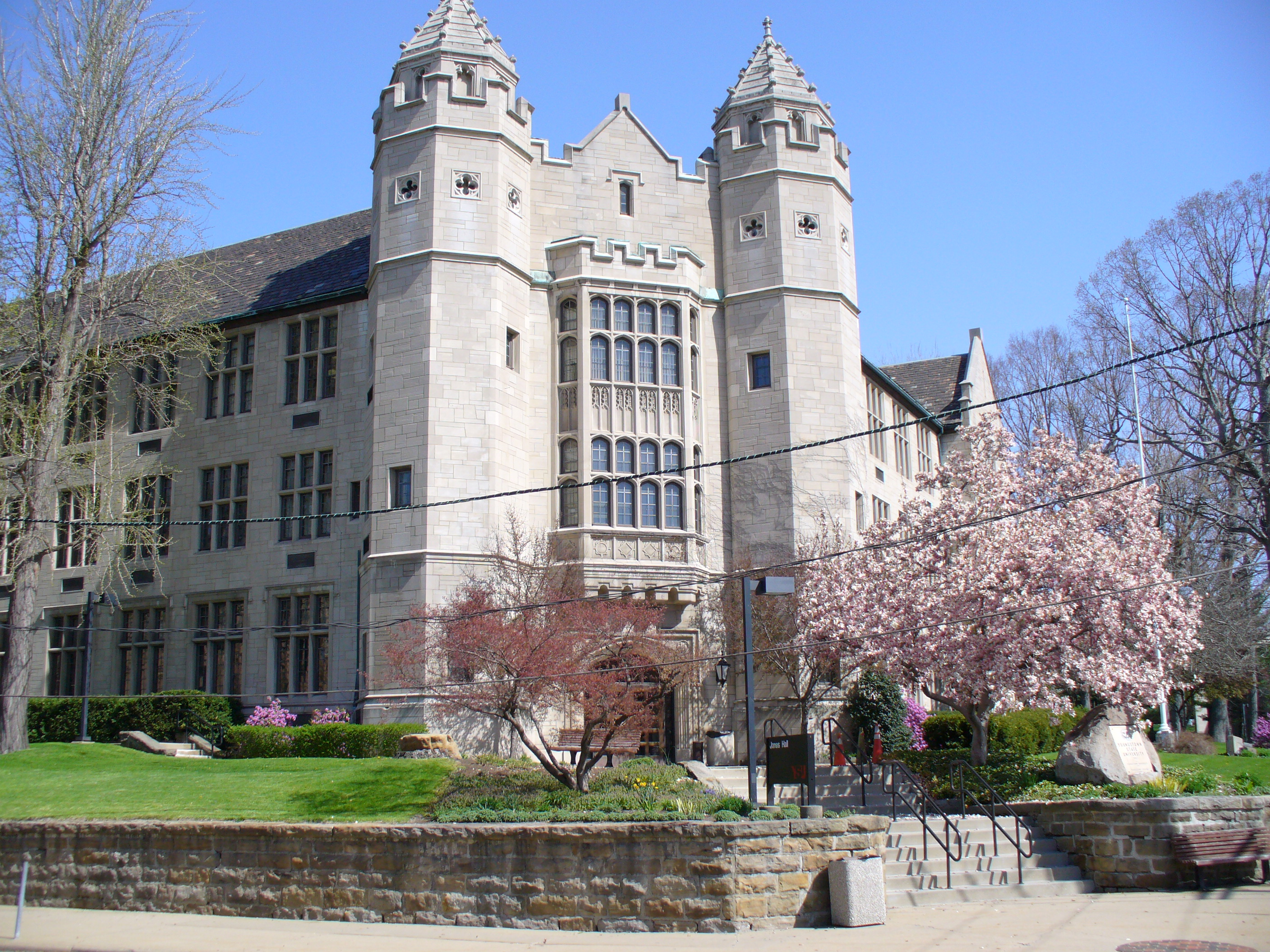
Jones Hall

Die Youngstown State University (auch YSU genannt) ist eine staatliche Universität in Youngstown im US-Bundesstaat Ohio. Die Hochschule wurde 1908 gegründet. Derzeit (2015) sind hier 12.551 Studenten eingeschrieben.

## Fakultäten
- Gesundheit und Human Services
- Ingenieurwissenschaften und Technologie (Rayen College of Engineering and Technology)
- Künste und Wissenschaften
- Pädagogik (Beeghly College of Education)
- Schöne und Darstellende Künste
- Wirtschaftswissenschaften (The Williamson College of Business Administration)
- School of Graduate Studies

## Sport
Die Sportteams der YSU sind die Penguins. Die Hochschule ist Mitglied in der Horizon League, das Footballteam spielt in der Missouri Valley Football Conference.

## Persönlichkeiten
- Adam Baumann (* 1981) – US-amerikanischer Basketballspieler
- Thomas Bopp – Astronom
- Ron Jaworski – American-Football-Spieler, Sportmoderator
- Ed O’Neill – Schauspieler, bekannt als Al Bundy in Eine schrecklich nette Familie